# 22 brumaire
22 vendémiaire 22 frimaire
Le duodi 22 brumaire, officiellement dénommé jour de l'azerole, est le 52e jour de l'année du calendrier républicain. Il reste 313 jours avant la fin de l'année, 314 en cas d'année sextile.
C'était généralement le 12e jour du mois de novembre dans le calendrier grégorien.

## Événements
- An VI : 12 novembre 1797
  - L'assiette et la perception des impôts sont confiées dans chaque département à une agence des Contributions directes composée d'agents de l'État.
- An XII : 14 novembre 1803
  - Promulgation de la nouvelle Constitution de la République des Sept-Îles.

## Décès
- An II : 12 novembre 1793
  - Jean Sylvain Bailly, astronome et homme politique français (° 15 septembre 1736).